# Lichnowsky
Lichnowsky är en tysk familj, historiskt med besittningar i såväl österrikiska som preussiska Schlesien. Den innehar sedan 1773 preussisk och sedan 1846 österrikisk furstlig värdighet.

## Kända medlemmar
- Eduard von Lichnowsky
- Felix von Lichnowsky
- Max von Lichnowsky